# Erzieherin gesucht
Erzieherin gesucht ist ein 1944 entstandenes deutsches Filmlustspiel von Ulrich Erfurth, der hier sein Regiedebüt gab. Die Titelrolle spielt Olly Holzmann, die drei Bewerber um ihre Gunst Ernst von Klipstein, Wolfgang Lukschy und Fritz Wagner.

## Handlung
„Erzieherin gesucht – Mindestalter 45 Jahre. Schönheit nicht erwünscht!“ – so lautet der wenig schmeichelnde Text einer Anzeige, auf die die Brüder Achim, Gerd und Rolf Terbrügge all ihre Hoffnung setzen. Denn die drei Junggesellen haben einen Neffen namens Till, um den sie sich kümmern müssen. Nicht etwa, dass der Fünfjährige bislang alle bisherigen Erzieherinnen vergrault hätte – das Problem lag eher im Wesen der drei Brüder! Sobald eine der jungen Damen ankam, war diese zumeist sehr hübsch und hatte augenblicklich die Rivalität unter den unbeweibten Männern hervorgerufen. Dies konnte auf Dauer nicht gut gehen. Nun aber hat man eine geeignete Kandidatin gefunden: Sie heißt Luise Mehlhorn und fällt nun wirklich nicht unter den gängigen Schönheitsbegriff. Die Terbrügges sagen ihr augenblicklich zu. Doch da stellt sich ein Problem: Luise liegt mit Mumps und reichlich Fieber im Bett und kann die Stellung nicht sofort antreten. Aber sie will andererseits auch nicht ganz auf die ihr interessant erscheinende Beschäftigung verzichten. Und so bittet sie ihre jüngere Freundin Käthe Lohmann, für sie kurzfristig, höchstens 14 Tage lang, einzuspringen. Die Sache hat nur leider einen Haken: Käthe sieht nicht nur aus wie ein Model, sondern sie ist sogar eins und verdient sich ihren Lebensunterhalt als Mannequin. Dafür hat sie von Kindererziehung nicht die leiseste Ahnung und eigentlich auch gar keine Lust, sich mit plärrenden Blagen herumzuärgern. Luise zuliebe verzichtet Käthe auf ihren geplanten Urlaub und reist stattdessen zu den Terbrügges aufs Waldgut Siebeneichen.
Um nicht gleich aufzufallen, hat sich Käthe auf unscheinbar und unansehnlich getrimmt: Sie setzt sich eine Brille auf und steckt ihre Haare zu einem Dutt hoch. Während der Eisenbahnfahrt lernt die Unverheiratete den alten Revendonk, einen Nachbarn der Terbrügges, kennen und flunkert ihm eine falsche Vita (Gatte und fünf eigene Kinder) vor. Am Zielbahnhof angekommen, holen Rolf und der kleine Till die „ältliche“ Gouvernante Käthe ab. Der kleine Junge ist von der neuen Erzieherin sofort hellauf begeistert. Kurz nach der Ankunft auf Siebeneichen nimmt Käthe an einer ausgelassenen Schneeballschlacht teil, wobei sich prompt die Hochsteckfrisur löst und die Männer erkennen, dass sie es mal wieder mit einem altbekannten Problem zu tun haben werden: Die neue Erzieherin ist einfach zu jung und zu hübsch! Achim und Gerd verfallen augenblicklich in ihren geübten Wettstreitmodus, da beide unbedingt eine Affäre mit Käthe anfangen möchten. Rolf, der jüngste der drei großen „Kinder“, wird von den beiden älteren Brüdern nicht als ernstzunehmende Konkurrenz wahrgenommen. Dabei ist er es, der sich ernsthaft in Käthe verliebt, die auch noch seine Gefühle zu teilen scheint. Die nicht-ganz-so-feste Freundin Achims, Dorothea, sieht angesichts Käthes Anwesenheit auf dem Gutshof ihre Felle einer geplanten Eheschließung schwimmen und benachrichtigt daher ihren alten Onkel Dr. Pettenkammer. Der soll Käthe in einem strengen Verhör mal ordentlich auf den Zahn fühlen. Ehe die Konfusionen überhandnehmen, stellt sich Rolf an Käthes Seite, und beide werden, für alle sichtbar, endlich ein Paar.

## Produktionsnotizen und Wissenswertes
Die Dreharbeiten begannen am 21. Februar 1944 und endeten Mitte Juli desselben Jahres. Gedreht wurde in der Ufastadt Babelsberg (Atelier) und in Süddeutschland (Außenaufnahmen). Der Film wurde am 28. Juli 1944 der Zensur vorgelegt und trotz der Umsetzung diverser Schnittänderungen bis April 1945 mehrfach zurückgestellt. Daher kam es im Reich nicht mehr zu einer Uraufführung – laut Produzent Ritter lag dies angeblich an dem „wertlosen Stoffe“, wie er sich nach 1945 ausdrückte. Zur Premiere kam es erst 29. Oktober 1950 in Hamburg.
Herstellungsgruppenleiter Karl Ritter wirkte hier auch als Herstellungsleiter. Anton Weber gestaltete die Filmbauten. Gustav Rathje war Produktionsleiter.

## Kritik
Der Filmdienst befand: „Nette Lustspielunwirklichkeiten vor unbeholfener Kamera.“